# Spravedlnost (Hvězdná brána: Hluboký vesmír)
Spravedlnost (v anglickém originále Justice) je desátá epizoda 1. řady americko-kanadského sci-fi seriálu Hvězdná brána: Hluboký vesmír.

## Děj
Všichni jsou v šoku, když je seržant Spencer nalezen mrtvý. Podle střelné rány to na první pohled vypadá jako sebevražda, ale zbraň není nikde k nalezení. Dr. Nicholas Rush konstatuje, že podezřelých z vraždy bude mnoho, protože téměř nikdo seržanta Spencera neměl rád. Plukovník Young oznámí svá zjištění posádce v místnosti s bránou. Posádce je nařízeno zůstat u brány a u každého je provedena prohlídka kajuty kvůli nalezení zbraně. Když Eli Wallace objeví zbraň v kajutě plukovníka Younga, ten se stává hlavním podezřelým. Young souhlasí, že se podrobí soudu, který povede Camile Wrayová, aby se civilní a armádní část posádky neobrátili proti sobě. Wrayová kontaktuje Zemi pomocí komunikačních kamenů a je pověřena vedením vyšetřování.
Young požádá Chloe Armstrongovou, aby jej u soudu obhajovala. Když je vyslýchána TJ, ta prohlásí, že seržant Spencer byl závislý na prášcích a že všechny lékařské důkazy ukazují na sebevraždu. Wrayová toto odmítá s tím, že TJ není forenzní vědec. Soud je ukončen pro nedostatek důkazů výměnou za předání velení Camile Wrayové.
Dr. Rush přesvědčí Wrayovou, aby mu předala kontrolu nad vědeckým týmem a volnou ruku pro práci s Antickým křeslem. Při pokusu použít křeslo je zraněn Dr. Jeremy Franklin. To vyvolá roztržku mezi Youngem a Dr. Rushem, kterou ukončuje Wrayová.
Poručík Matthew Scott sděluje Youngovi, že armádní část posádky jej stále považuje za svého veltele.
Destiny opouští FTL. dr. Adam Brody hlásí Wrayové, že loď vytočila hvězdnou bránu na planetu, a že hodnoty naznačují, že planeta je vhodná pro zkoumání. Když Wrayová chce vyjít ze své kajuty, seržant Greer jí zablokuje cestu a chce vysvětlení, proč on a někteří další byli odvoláni ze služby. Potom Wrayová přijede do místnosti s bránou a jmenuje Dr. Volkera vedoucího mise.
Poručík Scott společně s Elim Wallacem zjistí, že někdo vymazal část záznamu KINa. Poté, co Eli obnoví záznamy ze zálohy, na záznamu KINa je vidět, že se poručík Spencer zastřelil sám.
Na planetě zatím Dr. Caine objeví na vrcholku malého kopce cizí kosmickou loď. Zbývají dvě hodiny než Destiny opět skočí do FTL. Young opět přebírá velení a s Dr. Rushem se připojí k výsadku. Young nařídí týmu vrátit se zpět na Destiny a zůstává s Dr. Rushem u cizí lodi. Jakmile jsou sami, řekne Young Dr. Rushovi, že na záznamu KINa bylo vidět jak Dr. Rush bere zbraň Spencerovi. Dr. Rush se přizná a Young jej v následné rvačce praští tak, že Dr. Rush zůstane v bezvědomí.
Několik sekund před skokem do FTL prochází bránou pouze plukovník Young a nechává Dr. Rushe na planetě. Young požádá Eliho, aby vymazal záznam o tom, že Dr. Rush sebral zbraň Spencerovi.
Na planetě se Dr. Rush pomalu probouzí z bezvědomí a ke své hrůze zjišťuje, že Destiny odletěla bez něj.